# ランクセス・アレーナ

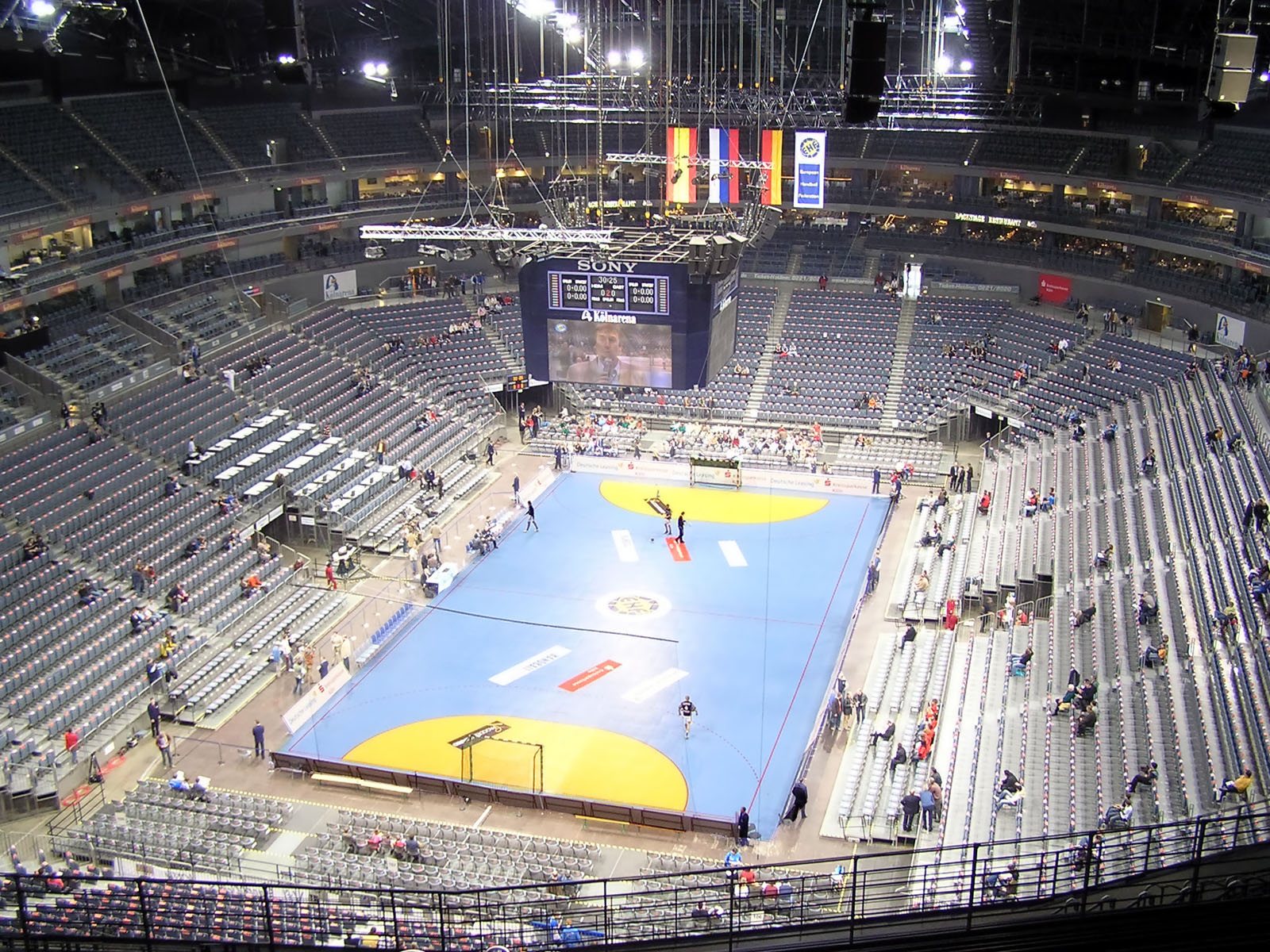
アリーナ内部

ランクセス・アレーナ（Lanxess Arena）はドイツのケルンにあるドイツ最大の屋内競技場。

## 概要
1998年に完成。ハンドボール・ブンデスリーガのVfLグマースバッハのホームアリーナであり、2007年の世界男子ハンドボール選手権の決勝会場であった。また、コンサートとしての使用も多く、エアロスミス、マライア・キャリー、ブリトニー・スピアーズ、バックストリート・ボーイズ、デスティニーズ・チャイルド、ブルース・スプリングスティーン、カイリー・ミノーグなど数多くのアーティストがコンサートを行った。
2008年春に特殊化学品メーカーランクセスが命名権を取得した。2009年にはドイツ初上陸となったUFC 99が開催。
その他、TVトータルのオートボール欧州選手権2008、2010 オートボールワールドカップ、2011年にはブンデスビジョン・ソング・コンテストが開催された。またプロジーベンのリアリティ番組『Germany's Next Topmodel』決勝、eスポーツではESL主催IEM、2010年から、EHFチャンピオンズリーグファイナル4の会場として継続使用されている。